# NGC 6309
NGC 6309 é uma nebulosa planetária na direção da constelação de Ophiuchus. O objeto foi descoberto pelo astrônomo Wilhelm Tempel em 1876, usando um telescópio refrator com abertura de 11 polegadas. Devido a sua moderada magnitude aparente (+11,5), é visível apenas com telescópios amadores ou com equipamentos superiores.